# روي لندن
روي لندن (بالإنجليزية: Roy London)‏ هو ممثل أمريكي، ولد في 3 مارس 1943 بنيويورك في الولايات المتحدة، وتوفي في 8 أغسطس 1993 بلوس أنجلوس في الولايات المتحدة.

## وصلات خارجية
- روي لندن على موقع IMDb (الإنجليزية)
- روي لندن على موقع قاعدة بيانات برودواي على الإنترنت (الإنجليزية)
- روي لندن على موقع قاعدة بيانات الفيلم (الإنجليزية)